# Trash Palace
Trash Palace byl hudební projekt francouzského producenta Dimitrije Tikovoije. Šlo o jednorázový projekt, který v roce 2002 vydal své jediné studiové album s názvem Positions (vydavatelství Discograph). Tikovoi je autorem nebo spoluautorem většiny písní (nachází se zde také dvě coververze). Dále se na albu podíleli například Brian Molko, John Cale nebo Asia Argento. Tikovoi pod hlavičkou rovněž vydal tři singly obsahující písně z této desky. Později rovněž vyšlo album Positions Remixed obsahující vedle klasických verzí písní také jejich remixy (jde o stejné remixy, které již vyšly na singlech). Roku 2006 přispěl Tikovoi pod názvem Trash Palace na album Monsieur Gainsbourg Revisited. Přispěl sem písní „Boy Toy (I'm The Boy)“, v níž zpíval Marc Almond.

## Diskografie
- Positions (2002) – studiové album
- „Sex on the Beach“ (2002) – singl
- „Bad Girl“ (2003) – singl
- „The Metric System“ (2003) – singl